# Gulzarilal Nanda
Gulzarilal Nanda (Panjabi: ਗੁਲਜਾਰੀ ਲਾਲ ਨੰਦਾ ,Hindi: गुलजारीलाल नन्दा Gulzārīlāl Nandā; 4 de juliol de 1898 - 15 de gener de 1998) fou un polític indi, del Partit del Congrés de l'Índia que fou primer ministre interí de l'Índia dues vegades, cadascuna per menys d'uns mes:
1) La primera a la mort de Jawaharlal Nehru el 27 de maig de 1964 fins al 9 de juny de 1964
2) La segona a la mort de Lal Bahadur Shastri l'11 de gener de 1966 fins al 24 de gener de 1966